# Itupeva
Itupeva là một đô thị ở bang São Paulo của Brasil. Đô thị này nằm ở vĩ độ 23º09'11" độ vĩ nam và kinh độ 47º03'28" độ vĩ tây, trên khu vực có độ cao 675 m. Dân số năm 2004 ước tính là 30.283 người. 
Đô thị này có diện tích 200,516 km².

## Địa lý

### Thông tin nhân khẩu
Dữ liệu dân số theo điều tra dân số năm 2000
Tổng dân số: 26.166
- Dân số thành thị: 19.259
- Dân số nông thôn: 6.907
- Nam giới: 13.412
- Nữ giới: 12.756

Mật độ dân số (người/km²): 130,50
Tỷ lệ tử vong trẻ sơ sinh dưới 1 tuổi (trên một triệu người): 14,77
Tuổi thọ bình quân (tuổi): 71,81
Tỷ lệ sinh (số trẻ trên mỗi bà mẹ): 2,49
Tỷ lệ biết đọc biết viết: 91,34%
Chỉ số phát triển con người (HDI-M): 0,807
- Chỉ số phát triển con người - Thu nhập: 0,769
- Chỉ số phát triển con người - Tuổi thọ: 0,780
- Chỉ số phát triển con người - Giáo dục: 0,871

(Nguồn: IPEADATA)

### Sông ngòi
- Rio Jundiai

### Các xa lộ
- SP-300
- SP-348

### Các khu phố
- Centro
- Cafezal
- Cafezal I
- Cafezal II
- Cafezal III
- Cafezal IV
- Cafezal V
- Cafezal VI
- Cafezal VII
- Guacuri
- Horizonte Azul Village Ambiental
- Jardim Alegria
- Jardim Ana Luiza
- Jardim Pérola
- Jardim Primavera
- Jardim Riberão I
- Jardim Riberão II
- Jardim São Vicente
- Mont Serrat
- Nova Mont Serrat
- Parque Amarylis
- Portal Santa Fé
- Residencial dos lagos
- Residencial Pacaembu I
- Residencial Pacaembu II
- Residencial Paineras
- Vila São João
- Village Morro Alto